# Lejeunea patens
Lejeunea patens là một loài Rêu trong họ Lejeuneaceae. Loài này được Lindb. mô tả khoa học đầu tiên năm 1875.